# ムーロム公国
ムーロム公国（ロシア語:Муромское княжество / Principality of Murom）は、キエフ・ルーシの公国の一つ。現在のヴラジーミル州ムーロムを拠点とした。1097年に成立したが、1237年から始まったモンゴル侵攻で荒廃し、1392年にモスクワ大公国に併合された。

## 概要
ムーロムは中世のほとんどの期間を通じてフィン・ウゴル人の一派であるムーロマ人の活動地域だったことが知られている。9世紀にはフィン人の重要な居住地の一つとなり、10世紀にはスカンディナヴィア系の民族が移住していたことが、フランク族の剣とその鞘尻飾り、鼈甲のブローチといった有名な考古学的発見によって知られている。『原初年代記』には、ルーシは8世紀にはムーロムを支配していたと記されている。11世紀初めに公国はウラジーミル1世の息子の一人グレプ・ウラジーミロヴィチの統治下にあったが、同世紀の後半にはヤロスラフ1世の次男スヴャトスラフ2世の子孫が支配するチェルニゴフ公国に組み入れられた。おそらくチェルニゴフ公を務めていたフセヴォロド・ヤロスラヴィチが1076年にキエフ大公を継承した時のことだったと思われる。
チェルニゴフ公オレグ・スヴャトスラヴィチ（ヤロスラフ1世の孫）は1090年代前半からポサードニクを通じてムーロムを支配していたため、1097年のリューベチ諸公会議ではムーロムはオレグの支配領域として認められた。この会議の決定により、オレグの弟ダヴィドがチェルニゴフの共同統治者になり、さらにオレグの領国はオレグ、ダヴィド、もう一人の弟ヤロスラフの間で分割されることになった。この時ムーロムはリャザンと共にヤロスラフの分領となった。1237-1238年に、ムーロムはモンゴル帝国の侵攻によって完膚なきまでに破壊され、廃墟同然となった。モンゴルの皇子バトゥがリャザンの辺境に現れてリャザン、ムーロム、プロンスクの諸公に貢納を要求し、諸公がこれを拒絶したために領国は灰燼に帰したのである。以後1世紀近くの間、ムーロム公となる者は出なかった。1392年、モスクワ公家のウラジーミル大公ヴァシーリー1世は、トクタミシュ・ハンの勅許を得てニジニ・ノヴゴロド、ゴロジェツと共にムーロムを自領に併合した。